# Pidmohyłka
Pidmohyłka (ukr. Підмогилка; dawniej Henrykówka) – wieś na Ukrainie w rejonie lwowskim (wcześniej w rejonie gródeckim) obwodu lwowskiego.

## Historia
Dawniej folwark w powiecie gródeckim na południe od wsi Doliniany.